# Spizella
Spizella es un género de aves paseriformes de la familia Passerellidae, conocidos vulgarmente como chingolos, cuyos miembros son originarios de América del Norte y América Central.
Son aves pequeñas, entre 12 y 15 cm, con pequeños picos cónicos generalmente de color carne, y cola relativamente larga, ligeramente ahorquillada. Los sexos son similares, los inmaduros son diferentes a los adultos. Forman grupos que no se mezclan con grupos de otras especies. Construyen nidos en forma de taza sobre el suelo o en los arbustos, donde la hembra deposita entre 2 y 5 huevos azulados con manchas oscuras.
Todas las especies son migratorias o parcialmente migratorias, y son propias de América del Norte. Una especie llega en invierno hasta Nicaragua. Hay también algunos registros ocasionales en las Antillas.

## Especies
Se reconocen las siguientes:
- Spizella atrogularis - Estados Unidos y México.
- Spizella breweri - Canadá, Estados Unidos y México.
- Spizella pallida - Canadá, Estados Unidos y México.
- Spizella passerina - América del Norte y Central.
- Spizella pusilla - Canadá, Estados Unidos y México.
- Spizella wortheni - Endémica de México.

Se ha propuesto que Spizella arborea pase al género monotípico Spizelloides.